# Gabriel Barès
Gabriel Barès (sinh ngày 29 tháng 8 năm 2000) là một cầu thủ bóng đá chuyên nghiệp người Thụy Sĩ hiện đang thi đấu ở vị trí tiền vệ cho câu lạc bộ Concarneau tại Ligue 2, theo dạng cho mượn từ Montpellier.

## Sự nghiệp thi đấu

### Lausanne-Sport
Barès ra mắt chuyên nghiệp cho Lausanne-Sport vào ngày 20 tháng 9 năm 2020, trong chiến thắng 2–1 tại Giải hạng Hai Thụy Sĩ trước Servette.

### Montpellier
Ngày 25 tháng 1 năm 2022, Barès gia nhập câu lạc bộ Montpellier tại Ligue 1.

### Cho mượn tại FC Thun
Ngày 27 tháng 7 năm 2022, anh quay trở lại quê nhà Thụy Sĩ và gia nhập câu lạc bộ Thun theo dạng cho mượn.